# Michael Yeung Ming-cheung
Michael Yeung Ming-cheung (em chinês:  楊鳴章 – Xangai, 1 de dezembro de 1946 – Hong Kong, 3 de janeiro de 2019) foi um prelado chinês da Igreja Católica, que foi bispo de Hong Kong.

## Biografia
Após concluir o ensino fundamental e médio, começou a trabalhar em uma empresa de importação e exportação. Em 1972, aos 26 anos, ingressou no Seminário Maior para estudar filosofia e teologia. Recebeu a ordenação presbiteral em 10 de junho de 1978.
Posteriormente desempenhou os seguintes cargos pastorais e administrativos: entre 1978 e 1980, foi Vvigário paroquial no Distrito de Kwai Chung, nos Novos Territórios; de 1980 a 1982, realizou mestrado em comunicação social pela Universidade de Syracuse; de 1982 a 1986, foi diretor do Gabinete de Comunicação Social da Diocese; entre 1986 e 1989, pároco de Nossa Senhora de Lourdes;, capelão do Yu C.K. Colégio Memorial; de 1989 a 1990, mestrado em Filosofia da Educação pela Universidade Harvard; de 1990 a 2003, foi diretor do Departamento de Educação e Escola da diocese; entre 2003 e 2013, diretor da Caritas diocesana de Hong Kong; de 2009 a 2013, foi vigário-geral da Diocese de Hong Kong e de 2003 a 2014, membro do Pontifício Conselho “Cor Unum”.
Em 11 de julho de 2014, foi nomeado pelo Papa Francisco como bispo auxiliar de Hong Kong, com a dignidade de bispo titular de Mons in Numidia. Recebeu a ordenação episcopal em 30 de agosto seguinte, na Catedral da Imaculada Conceição de Hong Kong, do cardeal John Tong Hon, bispo de Hong Kong, coadjuvado pelo cardeal Joseph Zen Ze-kiun, S.D.B., bispo emérito de Hong Kong e por Savio Hon Tai-Fai, S.D.B., secretário da Congregação para a Evangelização dos Povos.
Em 13 de novembro de 2016, foi nomeado como bispo coadjutor da Diocese de Hong Kong.
Sucede ao governo pastoral em 1 de agosto de 2017, com a renúncia de seu antecessor,
Morreu no Canossa Hospital em Hong Kong no dia 3 de janeiro de 2019, devido a insuficiência hepática por conta de uma cirrose.